# Franciscus Nansius
Franciscus Nansius (Izenberge, ca. 1513 - Dordrecht, 1595) of Frans Nans, ook nog Franciscus Isenbergis, werd door tijdgenoten beschouwd als een van de geleerdste mannen van zijn tijd.

## Levensloop
Hij liep school, eerst in Veurne, vervolgens in Sint-Winoksbergen. Hij leerde er Paul Liebaert kennen, met wie hij tot diens dood in 1567 correspondeerde. Hij studeerde ook aan de hogescholen van Leuven en Parijs. In die laatste stad publiceerde hij, als goede 'graecus', in het Latijn, samenspraken van Plato. 
Nadat hij promoveerde tot doctor in beide rechten, werd hij pensionaris en griffier van de stad Damme. Hij werd er voor zijn inspanningen zodanig op prijs gesteld dat hem een bijzondere vergoeding werd toegekend. Hij werd vervolgens raadsheer in het bestuur van het Brugse Vrije, een ambt dat hij uitoefende tot in 1584. In de jaren 1570, jaren van opstand, trad hij ook op als secretaris van de Dienst van de commissarissen in Vlaanderen, die de lokale besturen vernieuwden.
Naast zijn beroepsbezigheden beoefende hij de letteren en de dichtkunst in het Grieks en het Latijn. Hij besteedde ook heel wat tijd aan de briefwisseling die hij voerde met geleerden zoals Guilelmus Pantinus geneesheer in Brugge, Franciscus Raphelengius, Franciscus Bricorius, Bonaventura Vulcanius, Petrus Colvius, Franciscus Thorius, Lucas Trelcatius, Adrianus Saravia. Johannes Bollius, Justus Lipsius en Jacobus Thuanus. Veel van die correspondentie is nog bewaard en laat toe Nans te leren kennen als een oordeelkundig beoefenaar van de letterkunde uit de oudheid. Justus Lipsius behoorde tot degenen die Nans om raad vroegen als hij er bij het bestuderen van de klassieken zelf niet uitkwam.
In 1584 kwam er een einde aan de Calvinistische Republiek in Brugge en Nans, die ondertussen de gereformeerde godsdienst aanhing, vluchtte mee naar het Noorden. Hij kwam terecht in Leiden, en werd er, gesteund door Vulcanius en Justus Lipsius, leraar Grieks in de Latijnse scholen.
Sedert 1572 hield hij zich onledig met de Paraphrasis Euangelii Johannis van Nonnus, een Griekse dichter uit de tijd van keizer Theodosius. Nans had hem vaak gelezen en zijn geschriften vergeleken met die van de evangelist Johannes. Hij was hierbij tot de vaststelling gekomen dat de voorliggende teksten nogal verminkt waren en soms onbegrijpelijk waren geworden. Hij maakte er werk van om een verbeterde tekst te produceren. Toen hij hiermee klaar was, publiceerde hij in 1589 een nieuwe, grondig verbeterde tekst, met daarbij dan nog een Latijnse vertaling.  
De stadsmagistraat nodigde hem uit om in Dordrecht de Latijnse 'Illustere' school te komen leiden. In juli 1591 gaf hij hieraan gevolg en werd op feestelijke wijze onthaald, benoemd tot 'Preses van de Griekse taal' en voorzien van een mooie jaarwedde. Zijn school kreeg snel bekendheid en jongeren uit de verschillende provincies kwamen in Dordrecht zijn lessen volgen. 
Het doceren belette niet dat hij bleef onderzoek verrichten rond zijn lievelingsauteur Nonnius. In 1593 gaf hij een nieuw werk over hem uit. Hij droeg het werk op aan de Dordrechter stadsmagistraat. Twee jaar later overleed hij, een zoon achterlatend die arts was, eerst in Leiden en later in Middelburg. Zijn belangrijke bibliotheek werd openbaar geveild, maar veel werken kwamen uiteindelijk in de universiteitsbibliotheek van Leiden terecht.

## Publicaties
- Platonis dialogus de virtute, qui Menes inscribitur, interprete et scholiaste, F.N. Paris.
- Nonni Panopolitani Graeca paraphrasis Sancti Euangelii secundum Johannem, antehac valde et corrupta et mutila, nunc primum emendatissima et perfecta. Cum interpretatione Latina, Leiden, 1589.
- Fr. Nansii in Nonni paraphrasin Euangelii Johannis, jam primum suo nitori restitutam, et CCCLXIX versibus auctam Notae, ubi multa, non vulgaria, tractantur ac varii auctorum loci corriguntur aut illustrantur etc. Cum triplici Indice, Leiden, 1589.
- Franc. Nansii ad Nonni paraphrasin Euangelii Johannis Graecè et Latinè editam, curae secundae: in quibus quaedam, a nemine hactenus observata, notantur in alios etiam auctores, Leiden, 1593.